# Lois Mackau
Les lois Mackau sont des dispositions législatives françaises votées sous la monarchie de juillet le 18 et le 19 juillet 1845. Ces lois, relatives au régime des esclaves dans les colonies, furent signées par Louis-Philippe Ier, Roi des Français et Ange René Armand de Mackau, ministre de la Marine et des Colonies. Il s'agit d'une série d'articles visant à émanciper les esclaves appartenant au domaine colonial. 

## Portée
Sont évoqués essentiellement des droits supplémentaires accordés à l'esclave ou obligations imposées au maître (sous peine d'amende) : 

- Droit au mariage ;
- Droit à la propriété (sauf bateaux et armes) ;
- Droit à l'héritage ;
- Droit de racheter sa liberté ou celles de sa famille ;
- Obligation de fournir une instruction religieuse et élémentaire ;
- Obligation de fournir une « petite portion de l’habitation, pour être par eux cultivée à leur profit » ;
- Obligation de fournir « les rations de vivres et les vêtements déterminés par les règlements » ;
- La durée quotidienne du travail ne doit pas excéder 9h30, la journée commencer au plus tôt à 6h et terminer au plus tard à 18h (sauf période de récolte) ;

## Limites
Le maître est cependant considéré comme le curateur de son esclave. 

Les conseils coloniaux exercèrent une résistance pour que ces nouvelles lois ne soient pas appliquées.

## Contenu détaillé[3]

### Loi du 18 juillet 1845
« Louis-Philippe, Roi des Français, 

A tous présents et à venir, salut;

Nous avons proposé, les Chambres ont adopté, Nous avons ordonné et ordonnons ce qui suit:

Article Ier. Il sera statué par ordonnance du Roi:

1º Sur la nourriture et l’entretien dus par les maîtres à leurs esclaves, tant en santé qu’en maladie, et sur le remplacement de la nourriture par la concession d’un jour par semaine aux esclaves qui en feront la demande;

2º Sur le régime disciplinaire des ateliers;

3º Sur l’instruction religieuse et élémentaire des esclaves;

4º Sur le mariage des personnes non libres; sur ses conditions, ses formes et ses effets, relativement aux époux entre eux, et aux enfants en provenant.

Pour les cas de mariage entre les personnes non libres et appartenant à des maîtres différents, un décret du conseil colonial, rendu dans les formes des articles 4 et 8 de la loi du 24 avril 1833, réglera les moyens de réunir, soit le mari à la femme, soit la femme au mari.

Art. 2. L’article 2 de l’ordonnance royale du 15 octobre 1786, pour la Guadeloupe et la Martinique, portant qu’il sera distribué, pour chaque nègre ou négresse, une petite portion de l’habitation, pour être par eux cultivée à leur profit, ainsi que bon leur semblera, est déclaré applicable aux colonies de la Guyane et de l’île Bourbon et dépendances. Un décret du conseil colonial, rendu dans les formes des articles 4 et 8 de la loi du 24 avril 1833, déterminera les exceptions que le paragraphe précédent peut recevoir. 
Art. 3. La durée du travail que le maître peut exiger de l’esclave ne pourra excéder l’intervalle entre six heures du matin et six heures du soir, en séparant cet intervalle par un repos de deux heures et demie.
Un décret du conseil colonial, rendu dans les formes indiquées par l’article précédent, fixera la durée respective des deux parties du temps de travail, sans excéder le maximum ci-dessus déterminé, et pourra établir une durée moins longue de travail obligatoire, suivant l’âge ou le sexe des esclaves, leur état de santé ou de maladie, ou la nature des occupations auxquelles ils seront attachés. Le maximum du temps de travail obligatoire pourra être prolongé de deux heures par jour à l’époque de la récolte et de la fabrication. A l’époque des travaux continus, les heures de travail obligatoires pourront être reportées du jour dans la nuit, à la charge de ne pas excéder le maximum fixé pour chaque période de vingt-quatre heures. Un décret du conseil colonial, rendu dans les formes ci-dessus indiquées, déterminera les époques du travail extraordinaire de jour et de nuit. L’obligation du travail extraordinaire ne s’applique ni aux esclaves attachés au service intérieur de la maison, ni aux enfants, ni aux malades. Un décret du conseil colonial, rendu dans les formes précitées, fixera, suivant les différentes occupations de l’esclave, le minimum du salaire qui pourra être convenu entre le maître et lui pour l’emploi des heures et des jours pendant lesquels le travail n’est pas obligatoire.
Art. 4. Les personnes non libres seront propriétaires des choses mobilières qu’elles se trouveront posséder, à titre légitime, à l’époque de la promulgation de la présente loi, ainsi que de celles qu’elles acquerront à l’avenir, à la charge par elles de justifier, si elles en sont requises, de la légitimité de l’origine de ces objets, sommes ou valeurs. La disposition qui précède ne s’applique ni aux bateaux, ni aux armes : ces objets ne pourront jamais être possédés par des personnes non libres. Les esclaves seront habiles à recueillir toutes successions, mobilières ou immobilières, de toutes personnes libres ou non libres. Ils pourront également acquérir des immeubles par voie d’achat où d’échange, disposer et recevoir par testament ou par acte entre-vifs. En cas de décès de l’esclave, sans testament ni héritiers, enfant naturel ni conjoint survivant, sa succession appartiendra à son maître. Dans tous les cas, l’esclave ne pourra exercer, sur les objets à lui appartenant, que les droits attribués au mineur émancipé par les articles 481, 482, 484 du Code civil. Le maître sera de droit le curateur de son esclave, à moins que le juge royal ne croie nécessaire de lui en nommer un autre. Dans le cas où des biens viendraient à échoir à des esclaves mineurs, par succession ou donation, l’administration desdits biens appartiendra au maître, à moins qu’il ne juge convenable de provoquer, de la part du juge royal, la nomination d’un autre administrateur. Toutefois, le juge royal pourra toujours, s’il le croit nécessaire, nommer un autre administrateur. Une ordonnance royale réglera le mode de conservation et d’emploi des meubles et valeurs mobilières appartenant aux esclaves mineurs.

Art. 5. Les personnes non libres pourront racheter leur liberté, ou la liberté de leurs pères ou mères, ou autres ascendants, de leurs femmes et de leurs enfants et descendants légitimes ou naturels, sous les conditions suivantes : Si le prix du rachat n’est pas convenu amiablement entre le maître et l’esclave, il sera fixé, pour chaque cas, par une commission composée du président de la cour royale, d’un conseiller de la même cour et d’un membre du conseil colonial, ces deux membres seront désignés annuellement, au scrutin, par leurs corps respectifs. Cette commission statuera à la majorité des voix et en dernier ressort. Le payement du prix ainsi fixé devra toujours être réalisé avant la délivrance de l’acte d’affranchissement, qui en mentionnera la quittance, ainsi que la décision de la commission portant fixation du prix. Une ordonnance du Roi déterminera les formes des divers actes ci-dessus prescrits, ainsi que les mesures nécessaires pour la conservation des droits des tiers intéressés dans le prix de l’esclave. Toutefois, l’esclave affranchi, soit par voie de rachat ou autrement, sera tenu, pendant cinq années, de justifier d’un engagement de travail avec une personne de condition libre. Cet engagement devra être contracté avec un propriétaire rural, si l’affranchi, avant d’acquérir la liberté, était attaché comme ouvrier ou laboureur à une exploitation rurale.  Cet engagement ne sera valable qu’après avoir été approuvé par la commission instituée par le § 2 du présent article. Si, pendant la durée de cette période de cinq ans, l’affranchi refuse ou néglige le travail qui lui est imposé par le paragraphe précédent, le maître se pourvoira devant le juge de paix, qui pourra condamner l’affranchi à telsdommages-intérêts qu’il appartiendra, lesquels seront toujours recouvrés par la contrainte par corps. En cas de crimes ou délits envers son ancien maître, les peines prononcées contre l’affranchi ne pourront jamais être moindres du double du minimum de la peine qui serait appliquée si le crime ou délit était commis envers un autre individu. 
Art. 6. Sera puni d’une amende de 101 francs à 300 francs tout propriétaire qui empêcherait son esclave de recevoir l’instruction religieuse ou de remplir les devoirs de la religion.
En cas de récidive, le maximum de l’amende sera toujours prononcé.
Art. 7. Tout propriétaire qui ferait travailler son esclave les jours de dimanches et de fêtes reconnus par la loi, ou qui le ferait travailler un plus grand nombre d’heures que le maximum fixé par l’article 3, ou à des heures différentes de celles prescrites conformément audit article 3, sera puni d’une amende de 15 francs à 100 francs. En cas de récidive, l’amende sera portée au double. Le présent article n’est pas applicable aux travaux nécessités par des cas urgents, qui seraient reconnus tels par les maires.
Art. 8. Sera puni d’une amende de 101 francs à 300 francs tout propriétaire qui ne fournirait pas à ses esclaves les rations de vivres et les vêtements déterminés par les règlements, ou qui ne pourvoirait pas suffisamment à la nourriture, entretien et soulagement de ses esclaves infirmes par vieillesse, maladie ou autrement, soit que la maladie soit incurable ou non.
En cas de récidive, il y aura lieu de plus à un emprisonnement de seize jours à un mois.
Art. 9. Tout maître qui aura infligé à son esclave un traitement illégal ou qui aura exercé ou fait exercer sur lui des sévices, violences ou voies de fait, en dehors des limites du pouvoir disciplinaire, sera puni d’un emprisonnement de seize jours à deux ans, et d’une amende de 101 fr. à 300 francs, ou de l’une de ces deux peines seulement. S’il y a eu préméditation ou guet-apens, la peine sera de deux ans à cinq ans, et l’amende de 200 francs à 1,000 francs.
Art. 10. S’il est résulté des faits prévus par l’article précédent la mort ou une maladie emportant incapacité de travail personnel pendant plus de vingt jours, la peine sera appliquée, dans chaque colonie, conformément au Code pénal colonial.
Art. 11. Sera punie des peines de simple police toute infraction aux ordonnances royales et aux décrets coloniaux qui seront rendus en vertu de la présente loi, et à toutes autres ordonnances concernant le patronage et le recensement, toutes les fois que ladite infraction ne sera pas punie de peines plus graves par des dispositions spéciales.
Art. 12. En cas de récidive pour des faits qui ne sont pas l’objet de dispositions particulières, les infractions à la présente loi seront punies, dans chaque colonie, suivant les règles du Code pénal colonial.
Art. 13. L’article 463 du Code pénal, concernant les circonstances atténuantes, sera applicable aux faits prévus par la présente loi.
Art. 14. Lorsque les cours d’assises seront appelées à statuer sur des crimes commis par les personnes non libres, ou sur ceux commis par les maîtres sur leurs esclaves, elles seront composées de quatre conseillers à la cour royale et de trois assesseurs.
Art. 15. Le nombre des juges de paix pourra être porté:
A 8 pour la Martinique;
A 10 pour la Guadeloupe et dépendances;
A 6 pour la Guyane française;
A 8 pour Bourbon et dépendances.
La fixation des territoires formant le ressort de ces juges de paix sera faite par ordonnance du Roi.
Art. 16. Tout individu âge de moins de soixante ans qui ne justifiera pas, devant l’autorité administrative, de moyens suffisants d’existence, ou bien d’un engagement de travail avec un propriétaire ou chef d’entreprise industrielle, ou bien de son état de domesticité, sera tenu de travailler dans un atelier colonial qui lui sera indiqué. En cas de refus de déférer à cette injonction, il pourra être déclaré vagabond, et puni comme tel, dans chaque colonie, suivant les lois qui y sont en vigueur. Une ordonnance royale pourvoira à l’organisation desdits ateliers, et aux autres mesures nécessaires pour l’exécution du présent article.
Art. 17. Les conseils coloniaux ou leurs délégués seront préalablement consultés sur les ordonnances royales à rendre en exécution de la présente loi.
Art. 18. La présente loi ne s’applique qu’aux colonies de la Guadeloupe, de la Martinique, de la Guyane et de Bourbon, et à leurs dépendances.
Art 19. La loi du 24 avril 1833, ainsi que les lois et ordonnances qui règlent l’administration de la justice aux colonies susmentionnées, et à leurs dépendances, continuera d’être exécutée dans toutes les dispositions auxquelles il n’est pas dérogé par la présente loi. La présente loi, discutée, délibérée et adopté par la Chambre des pairs et par celle des députés, et sanctionnée par nous cejourd’hui sera exécutée comme loi de l’État. Donnons en mandement à nos Cours et Tribunaux, Préfets, Corps administratifs, et à tous autres, que les présentes ils gardent et maintiennent, fassent garder, observer et maintenir, et, pour les rendre plus notoires à tous, ils les fassent publier et enregistrer partout où besoin sera; et, afin que ce soit chose ferme et stable à toujours, nous y avons fait mettre notre sceau.
Fait à Paris, le 18 juillet 1845.
Signé LOUIS-PHILIPPE.

Par le Roi :

Le Vice-Amiral, Pair de France,

Ministre Secrétaire d’Etat de la marine et des colonies,

Signé Bon DE MACKAU »

### Loi du 19 juillet 1845
« Loi du 19 juillet 1845

Qui ouvre un crédit de 930,000 fr., pour subvenir à l'introduction de cultivateurs européens dans les colonies, et à la formation d’établissements agricole.

Louis-Philippe, roi des Français,

A tous présents et à venir, salut;

Nous avons proposé, les chambres ont adopté, nous avons ordonné et ordonnons ce qui suit : 

Art. 1er. Sont ouverts au ministre de la marine et des colonies les crédits suivants : 

Pour l'introduction d'ouvriers et cultivateurs européens aux colonies : 120,000 fr.

Pour la formation, par voie de travail libre et salarié, d'établissements agricoles, servant d'ateliers de travail et d'ateliers de discipline : 360,000 fr.

Pour l'évaluation des propriétés mobilières et immobilières à la Guyane française : 50,000 fr.

Pour concourir au rachat des esclaves, lorsque l'administration le jugera nécessaire, et suivant les formes déterminées par ordonnance royale à intervenir : 400,000 fr.

TOTAL : 930,000 fr.

Art. 2. Il sera pourvu à cette dépense au moyen des ressources des exercices 1845 et 1846, savoir 

Exercice 1845 : 300,000 fr.

Exercice 1846 : 630,000 fr.

Les fonds affectés à chacun de ces deux exercices seront répartis proportionnellement entre les divers crédits ouverts par l'art. 1er.

Les fonds non consommés pendant l'exercice 1845 pourront être reportés, par ordonnance royale, sur l'exercice suivant.

Art. 3. il sera rendu compte annuellement aux chambres de l'emploi des crédits votés et des effets de l'exécution de la présente loi.

Art. 4. A l'avenir, le gouvernement devra également rendre compte de la répartition de la subvention annuelle affectées à l'instruction religieuse et élémentaire des esclaves par la loi du 25 juin 1839. »

### Sources
- Colonies françaises. Exécution de l'ordonnance royale du 5 janvier 1840, relative à l'instruction religieuse, à l'instruction primaire, et au patronage des esclaves. Exposé sommaire imprimé par ordre du ministère secrétaire d'État de la Marine et des colonies. Seconde partie (1840-1841), Paris : impr. Royale, 1842